# جون أليسون
جون أليسون (بالإنجليزية: June Allyson)‏ (ولدت إليانور غيسمان؛ 7 أكتوبر 1917 - 8 يوليو 2006) ممثلة مسرحية، سينمائية، تلفزيونية، راقصة ومغنية أمريكية.

## روابط خارجية
- الموقع الرسمي
- جون أليسون على موقع IMDb (الإنجليزية)
- جون أليسون على موقع الموسوعة البريطانية (الإنجليزية)
- جون أليسون على موقع روتن توميتوز (الإنجليزية)
- جون أليسون على موقع ألو سيني (الفرنسية)
- جون أليسون على موقع ميوزك برينز (الإنجليزية)
- جون أليسون على موقع تيرنر كلاسيك موفيز (الإنجليزية)
- جون أليسون على موقع أول موفي (الإنجليزية)
- جون أليسون على موقع قاعدة بيانات برودواي على الإنترنت (الإنجليزية)
- جون أليسون على موقع قاعدة بيانات الأفلام السويدية (السويدية)
- جون أليسون على موقع إن إن دي بي (الإنجليزية)
- Joe Daurril's Allyson Without Tears نسخة محفوظة 11 أغسطس 2011 على موقع واي باك مشين.
- Obituary in the Los Angeles Daily News
- Obituary in نيويورك تايمز (July 11, 2006)
- Photographs and literature